# ロカ

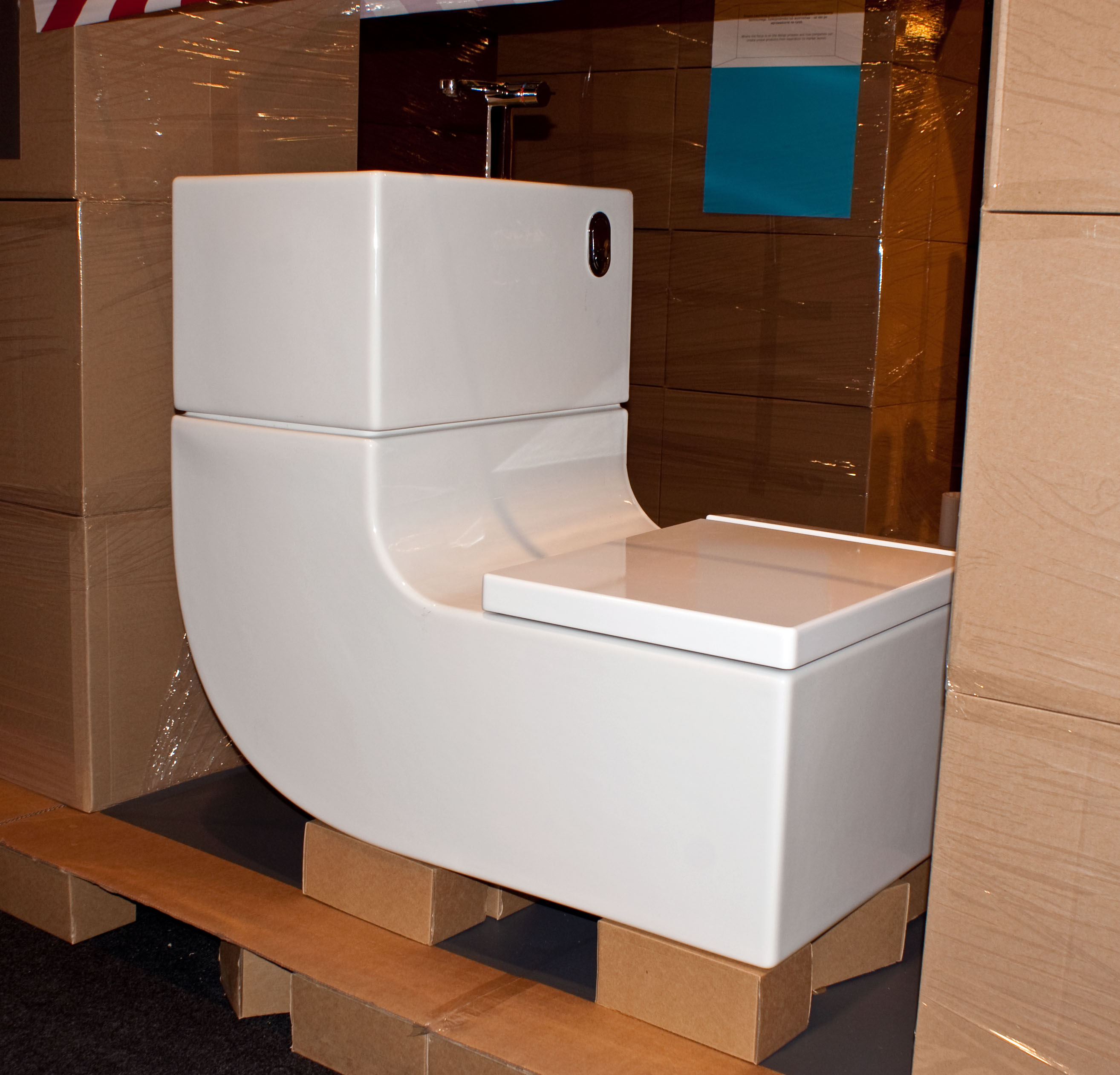
W+W (Washbasin+Watercloset) by Roca

ロカ（Roca）は、スペインのバルセロナに本社を置く衛生陶器メーカー。世界135カ国で事業を展開する多国籍企業である。便器の生産量はグループ全体で3800万台で、世界最大のシェアを占める。

## 沿革
- 1917年 - バルセロナにて、ロカ兄弟により、暖房用ラジエータの鋳造を行うロカラジエータ株式会社を設立。
- 1925年 - ボイラーの製造を行う。
- 1929年 - 鋳鉄製浴槽の製造を行う。
- 1936年 - 衛生陶器分野に進出。
- 1962年 - マドリードに陶器工場開設。
- 1963年 - スペイン企業としては初めて、エアコン部門に進出。
- 1968年 - セビリアに陶器工場開設。
- 1974年 - ステンレス浴槽の製造開始。
- 1989年 - ポルトガルの衛生陶器工場を買収。
- 1991年 - INAXとの合弁会社「ROCA-INAX」設立[2]。
- 2006年 - 浴槽・衛生陶器部門に経営資源を集中させるため、暖房・エアコン部門を売却。